# Gyergyóremete község
Gyergyóremete község (románul: Comuna Remetea) község Hargita megyében, Romániában. Központja Gyergyóremete, beosztott falvai Eszenyő, Kisbükk, Martonka.

## Népessége
A 2011-es népszámlálás adatai alapján a község népessége 6165 fő volt.